# Phonozentrismus
Phonozentrismus ist ein insbesondere durch den Philosophen Jacques Derrida geprägter Begriff, worunter er pejorativ die Konstruktion und Behauptung der Überlegenheit der gesprochenen Sprache über die nicht-gesprochenen Sprachen bezeichnet, die er in der abendländischen Tradition des Denkens ausmacht.
Hintergrund der begrifflichen Entwicklung des Phonozentrismus ist Derridas Auseinandersetzung mit dem Sprachwissenschaftler Ferdinand de Saussure, der zwischen drei sprachwissenschaftlich relevanten Systemen unterschied: langage, langue und parole. Während erstere alle sprachlichen Teilsysteme in ihrer ungeordneten und alltäglichen Gesamtheit eines jeden auf unterschiedlichen Zeichen (Semiologie) aufbauenden Systems bezeichnet, versteht er unter langue eher die einzelnen, nunmehr sprachwissenschaftlich wohlgeordneten Zeichensysteme der gesprochenen Sprachen als Allsystem aller langage. Die parole als konkrete Praxis des Sprechens hingegen aktualisiert das kodifizierte Allsystem der langue wie auch – indirekter – das der langage. Dabei gesteht Saussure der Verbindungslinie langue-parole einen vorrangigen Status zu, da es seiner Ansicht nach trotz des rein partikularen Charakters der gesprochenen Sprachen unter den Zeichensystemen allein die gesprochenen Sprachen sind, die sich zur Begründung der Sprachwissenschaft eignen:

„Es gibt unseres Erachtens nur einen Ausweg […]: Man muss von vornherein alles auf das Gebiet der Sprache als System [langue] ausrichten und sie zum Bezugsrahmen für alle Manifestationen von Sprache schlechthin [langage] machen. Tatsächlich scheint […] allein Sprache, als System begriffen, eine eigenständige Definition zu erlauben; allein sie liefert dem Geist den hinreichenden Fixpunkt. Was aber ist Sprache als System [langue]? Man darf sie, meinen wir, nicht gleichsetzen mit Sprache überhaupt [langage], mit dem Gesamtgeschehen von Sprache; vielmehr bildet sie nur einen bestimmten, allerdings wesentlichen Teil davon. […] Sprache als System [langue] dagegen ist ein Ganzes in sich und ein Klassifikationsprinzip. Sobald wir ihr den ersten Platz unter den Gegebenheiten von Sprache [langage] einräumen, bringen wir eine natürliche Ordnung in einen Komplex, der gar keine andere Klassifikation erlaubt.“

Infolgedessen grenzt Saussure die Linguistik scharf von der Semiologie bzw. die Sprachwissenschaft von der Schriftwissenschaft ab.
Exakt diesen vorrangigen Charakter der gesprochenen Sprache als Allsystem aller Zeichensysteme kritisiert Derrida scharf als Phonozentrismus und zeigt in seinem Standardwerk Grammatologie, weshalb dieser privilegierte Status der gesprochenen Sprache nicht aufrechterhalten werden kann.
Wissenschaftshistorisch haben die saussure’schen Unterscheidungen zwischen langage, langue und parole sehr viel Verwirrung hervorgerufen, da sie einerseits grundlegend wichtige Beiträge für vielzählige Wissenschaftszweige liefern konnten, aber andererseits in ihrem Ordnungsversuch teilweise auch so unzureichend geblieben sind, dass bereits Saussure selbst mit diesen seinen eigenen Unterscheidungen und Abgrenzungen zu kämpfen hatte – eine Tatsache, über die sogar Saussure selbst, noch allzu beruhigt, bis zu einem gewissen Grad sinniert:

„Man beachte, dass wir hier Dinge und nicht Wörter definiert haben. Die vorgenommenen Unterscheidungen sind daher nicht gefährdet durch die Tatsache, dass bestimmte mehrdeutige Terme […] keine genauen Äquivalente in anderen Sprachen haben. So bedeutet im Deutschen Sprache sowohl langue [im Sinne von Einzelsprache] als auch langage [im Sinne von Sprache schlechthin]; Rede entspricht halbwegs parole [im Sinne von »individuelles Sprechen«], fügt dem aber noch die Sonderbedeutung discours [Rede im Sinne von Ansprache] hinzu. Das lateinische sermo umgreift langage und parole, während lingua die langue bezeichnet etc. Kein Wort entspricht genau den oben spezifizierten Begriffen. Deshalb bleibt jede auf einem Wort gründende Definition vergeblich; es ist eine schlechte Methode, wenn man von Wörtern ausgeht, um Dinge zu definieren.“

## Vom Phonozentrismus zum Phonologozentrismus
Saussure folgt mit seiner Bevorzugung des gesprochenen bzw. auditiven Materials über das nicht-gesprochene bzw. nicht-auditive Material einer sehr wirkmächtigen wie langen Tradition in der Geschichte des abendländischen Denkens, die auf dem logos (griechisch: ‚Wort‘, ‚Rede‘, ‚Vernunft‘, ‚Wesen‘) beruht. Der logos (in der Tradition als Wort Gottes) übernimmt dabei die Funktion eines ultimativen und letzten Garanten für jegliche Wahrheit, die als innere Wahrheit (Intentionalität, siehe auch Platons Ideenlehre) des Menschen nur und zuvorderst in der Stimme und damit der gesprochenen Sprache zum Ausdruck komme, wobei die Schrift als das andere der Stimme nur einen vollkommen zu vernachlässigenden Hilfscharakter aufweise und die Stimme lediglich abbilde und unterschiedslos verdoppele. Das Phonem und der logos verschmelzen also miteinander zu einer von Derrida als Phonologozentrismus ausgemachten Einheit, die im stimmlichen Zeichen mit seinen beiden Seiten aus materiellem Laut (z. B. Platons Abbild) und ideeller Vorstellung (z. B. Platons Urbild) ihre Vollkommenheit findet. Innerweltlicher Materialismus und außerweltlicher Idealismus finden hier demnach mit dem jeweils anderen wie auch zu sich selbst eine Art befriedete ewige Ruhe und Reinheit, die Derrida abwertend als Phonologozentrismus angreift. Was also auf dem Spiel steht, ist nichts geringeres als die den logos zu seiner Versicherung heranziehenden abendländischen Geschichtstradition der Wahrheitsproduktion der Wissenschaften, die Derrida mit seiner Grammatologie fundamentalst zu erschüttern und durch den veränderten Einsatz der Schrift zu entmachten sucht.